# الإمبراطورة غينشو
الإمبراطورة غينشو (باليابانية: 元正天皇 غينشو تينو) (680 - 22 مايو 748) كانت الإمبراطورة الرابعة والأربعون في اليابان. وفقا للتواريخ التقليدية فإن فترة حكمها امتدت بين عامي 715 و 724.